# Acquasola

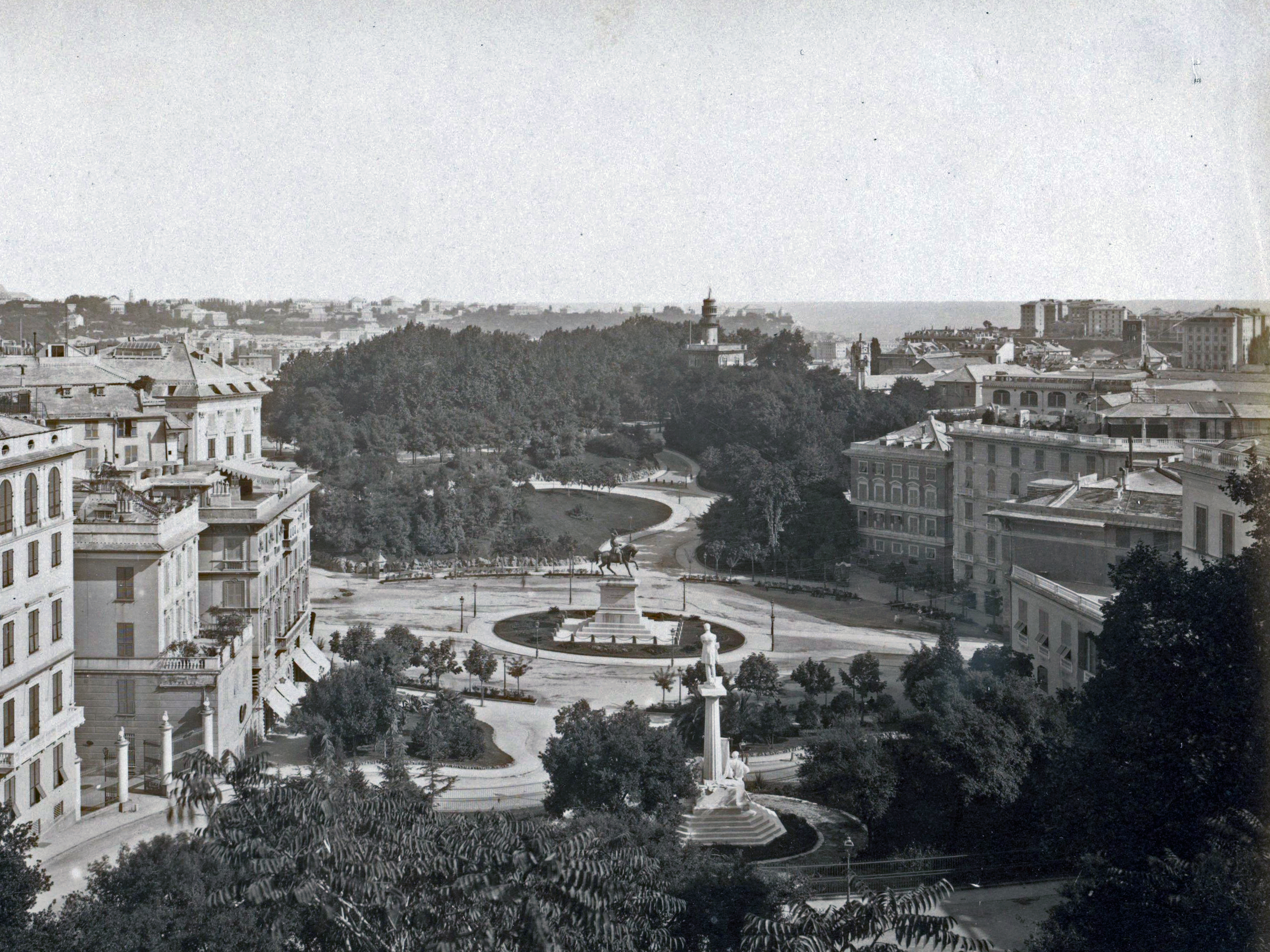
L'Acquasola fotografata da Alfred Noack dall'antistante Villetta di Negro

(Valery Larbaud, scrittore francese (1881-1957))
L'Acquasola (o Acqua Sola; in lingua ligure Acaseua /akaˈsøːa/) è una spianata posta su un'altura del centro di Genova, al limite dello storico quartiere di Portoria e affacciata su San Vincenzo.
Si estende da piazza Corvetto fino al Ponte Monumentale che sovrasta via XX Settembre e congiunge il quartiere di Portoria con quello di Carignano.
Fino dai primi del Novecento è stato uno dei luoghi prediletti dai genovesi per passeggiare (preferibilmente la domenica sera, verso l'ora del tramonto, come scriverà nel 1828 Stendhal in Viaggio italiano).
La spianata dell'Acquasola è caratterizzata, oltre che da eleganti palazzi (fra i quali il palazzo ex-Eridania dell'Università di Genova), chiese e conventi, da uno fra i maggiori giardini pubblici della città, l'omonimo Parco dell'Acquasola. È stato il primo parco pubblico del capoluogo ligure. Prospetticamente antistante al parco vi è un altro punto verde di grande richiamo a Genova, la storica Villetta Di Negro, sede del museo d'arte orientale Edoardo Chiossone. I due parchi sono divisi dalla sola piazza Corvetto con al centro la statua equestre dedicata a Vittorio Emanuele II.
Dalla terrazza della villa delle Peschiere, leggermente rialzata rispetto alla spianata, Charles Dickens - ospite di facoltosi amici - annotava per il suo volume Pictures of Italy (1843):

Il giardino vicino, che appare fra i tetti e le case, tutto fiorito di rose rosse e fresco per le acque delle piccole fontane, è l'Acqua Sola: la promenade pubblica, dove la banda militare suona gaiamente, dove i veli bianchi delle donne si radunano numerosi, e la nobiltà genovese gira, gira, gira, in abiti da cerimonia, se non con perfetta saggezza, intorno nelle carrozze di gala.
Per poi aggiungere:

A un tiro di sasso, così appare, siede il pubblico del Teatro Diurno: le facce rivolte da questa parte. Ma poiché il palcoscenico è nascosto, fa un effetto molto strano, non sapendone la ragione, vedere i loro volti cambiare così improvvisamente dalla serietà al riso; e ancora più strano, sentire gli applausi ripetuti, rimbombare nell'aria serale, mentre il sipario cala. [...] E adesso, il sole sta tramontando, in una così magnifica varietà di luci rosse, verde e dorate, che né penna né pennello potrebbero descrivere; e al suono delle campane del vespro, subito scende l'oscurità, senza un crepuscolo.
E infine sulla dicerìa che voleva la spianata dell'Acquasola come luogo frequentato da spettri:

Poi, le luci iniziano a brillare in Genova, e sulla strada di campagna; e la lanterna rotante là in mare, lampeggiando, per un istante, su questa facciata di palazzo e sul portico, lo illumina come una brillante luna che spunta da dietro una nuvola; poi, lo fa svanire in profonda oscurità. E questo, per quanto ne sappia, è l'unico motivo per cui i genovesi lo evitano dopo il tramonto, e pensano che sia infestato da fantasmi. Il mio ricordo, a guisa di spettro, lo frequenterà molte notti, nel tempo a venire. [...] Lo stesso spettro ogni tanto salperà via, come ho fatto io una piacevole sera d'autunno
Incidentalmente va ricordata la diceria secondo cui Dickens avrebbe concepito proprio durante la sua permanenza a Genova i famosi Racconti di Natale.

## Storia

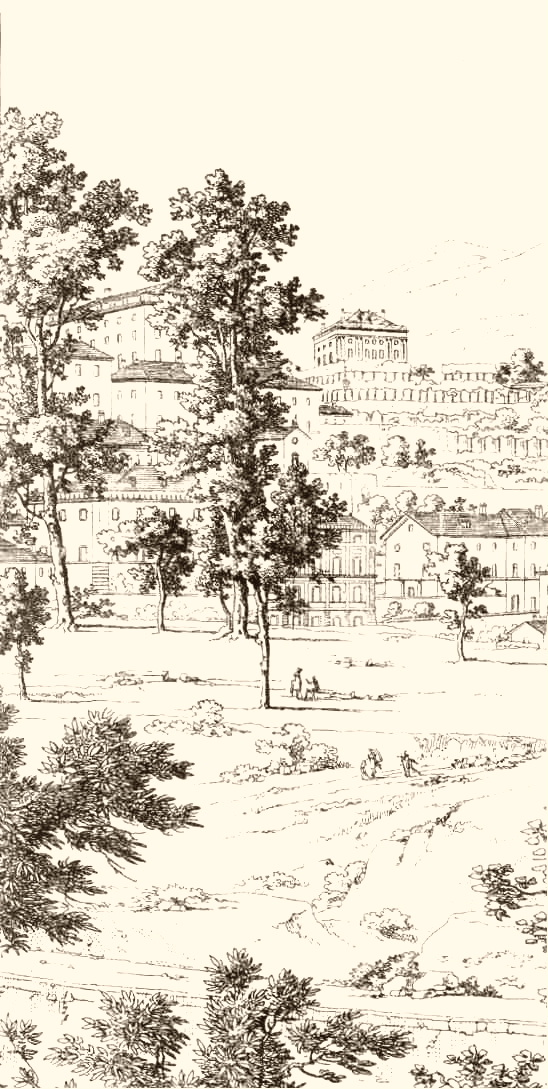
Il parco romantico dell'Acquasola in un'incisione ottocentesca di Lucien Maurice Gautier

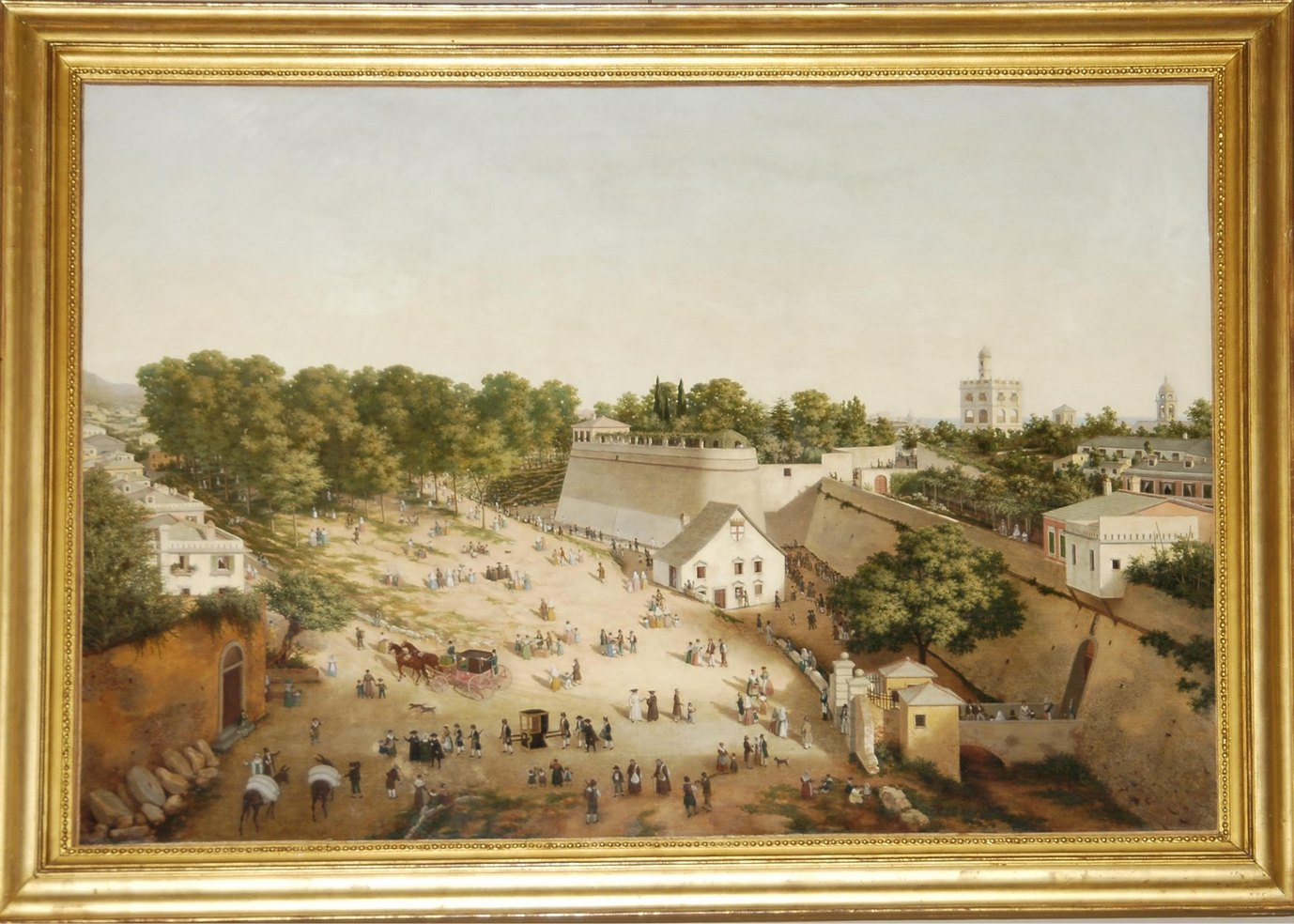
L'area della spianata dall'Acquasola, prima del riordino per opera di Barabino, in un quadro di Luigi Garibbo

L'area dove sorge l'attuale parco poggia su una parte delle antiche mura trecentesche. Durante i lavori per la costruzione della metropolitana di Genova, nei primi anni del XXI secolo, sono venuti alla luce resti di un'antica sepoltura a tumulo, contenente oggetti di stile etrusco, risalente probabilmente al VII secolo a.C.. Il tumulo, originariamente di circa 15 m di diametro, risulta essere stato quasi completamente distrutto in epoca romana, periodo in cui l'area era impiegata con scopi agricoli.
A metà del XVI secolo l'Acquasola non era ancora adibita a giardino pubblico, ed il nome con cui veniva citata era quello de i Muggi (in lingua ligure i mucchi, le ammonticchiate). Tale area era infatti adibita a deposito dei detriti prodotti dalla realizzazione dell'attuale via Garibaldi (un tempo Strada Nuova e poi ancora Via Aurea). Questi mucchi fronteggiavano il bastione dell'Acquasola, un punto particolarmente strategico delle mura cinquecentesche progettate da Giovanni Maria Olgiati su richiesta di Andrea Doria. Il progressivo ammasso di detriti e non solo (anche carcasse di animali morti, il che ne faceva una zona insalubre), era arrivato quasi al livello del bastione, che tuttavia, una volta aggiunta la cinta delle Nuove Mura, pur rimanendo area militare, aveva perso parte della sua primitiva importanza.
Libero dalla discarica era invece il fossato, che veniva adesso a separare il bastione dai Mucchi; in questo, come nel vicino fossato del bastione di Carbonara, era stato realizzato il campo di pallone, relativo al gioco della palla genovese (un campo a forma allungata e stretta). Pertanto tale area era usufruita in vari modi; come zona militare, come zona di divertimento, come zona di discarica.
L'uso del parco fu sospeso nel XVII secolo, in occasione dell'epidemia pestilenziale che colpì Genova intorno all'anno 1657. In tale drammatica circostanza venne usata come fossa comune per seppellirvi le vittime del contagio. I cadaveri venivano gettati nei sotterranei (i percorsi di mina e contromina) del bastione, ed erano arrivati a una tale quantità che un rigagnolo putrido aveva preso a fuoruscire dalle mura per la vicina zona di via San Vincenzo.
Questi resti vennero poi ulteriormente ammassati negli stessi sotterranei durante i lavori di ristrutturazione a parco del 1835 e sono tuttora rimasti a pochi metri di profondità sotto il manto stradale. Sono meta di periodiche escursioni di studio da parte di gruppi speleologici genovesi, che vi accedono da un passaggio dalla Porta dell'Olivella.

## La Porta dell'Olivella

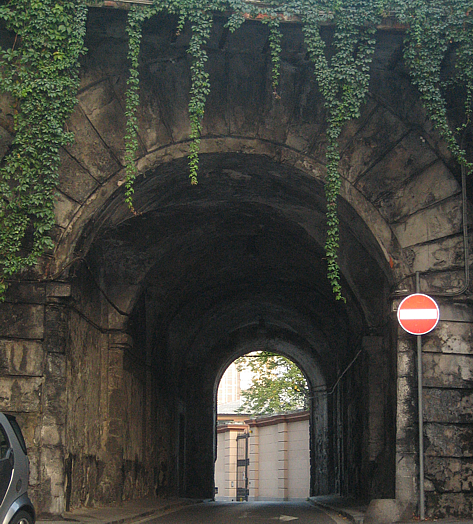
Porta dell'Olivella

La porta dell'Olivella era un'antica porta delle mura del XIV secolo; quando le mura del Cinquecento si sovrapposero ad essa, fu a lungo otturata, sostituita dalla porta dell'Arco. Essa era l'accesso per il sestiere di Portoria, dove entrava con la zona delle "case Nuove" (così dette perché tali erano nel XIV secolo), alle spalle della chiesa di Santo Stefano. Nei pressi della Porta dell'Olivella, dalla parte interna alle mura, aveva abitato il padre di Colombo, che di questo passaggio era stato custode.
Con l'avvento del XIX secolo la spianata ed il suo parco raggiunsero il massimo splendore: l'architetto civico Carlo Barabino progetta un nuovo parco urbano, riunendo in un unico terrapieno il cinquecentesco bastione dell'Acquasola alla montagnola detta dei "Mucchi".
Il progetto viene eseguito nel 1825, con una struttura terrazzata che si congiunge con il vicino parco della Villetta Di Negro. Dalla parte opposta, verso la via di San Vincenzo, la spianata viene cintata da un forte muraglione, eseguito alla maniera militare a ricordo delle persistenti servitù militari di questa zona. Su modifiche richieste da Domenico Chiodo tale muraglione assume le forme della fortificazione, con un angolo a torre circolare.
In tale muraglione, che ingloba al suo interno le mura cinquecentesche, viene riaperta (sotto al parco dell'Acquasola) la Porta dell'Olivella. Questa era rimasta da secoli otturata, o scarsamente utilizzata; ora la risistemazione barabiniana della Spianata veniva a riaprirla e a prolungarne il percorso interno con l'ispessimento del muraglione di sostegno del parco.
Per l'ampliamento in essa riutilizzò come materiale edilizio alcuni pilastri recuperati dalla contemporanea demolizione della chiesa di San Domenico (demolita entro il 1825 per far posto al palazzo dell'Accademia e al teatro Carlo Felice).

## L'Acquasola vista dai visitatori stranieri, dai poeti e dai letterati
Così Gustave Flaubert in una lettera del 1845, dicendosi triste nel lasciare Genova, dà una descrizione del parco e di una frequentatrice che colpì la sua fantasia:

L'Acquasola è citata anche da Eugenio Montale in "Realismo non magico" ("Satura II"), vv. 1 e 20: 

## Curiosità storiche

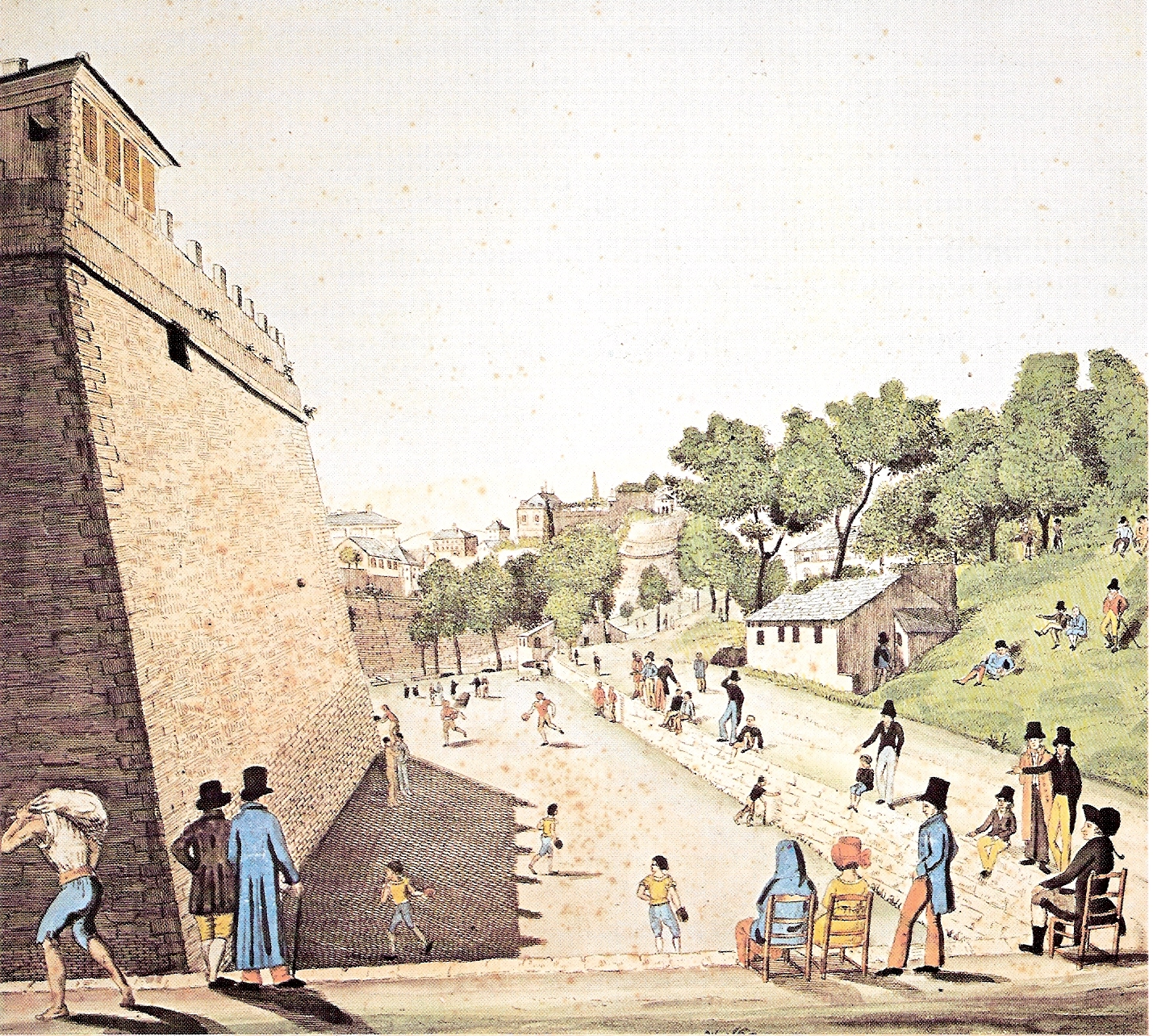
Il gioco del pallone nei primi anni dell'Ottocento

Attorno al 1828 nel parco dell'Acquasola da poco risistemato dall'architetto Carlo Barabino si radunava di notte, approfittando del buio, il gruppo della Carboneria di cui faceva parte Mazzini, diretto dal Raimondo Doria che si sarebbe rivelato poi traditore e informatore della polizia. Il punto di ritrovo (alle riunioni prendevano parte i fratelli Ruffini, Cesare Leopoldo Bixio, Giorgio Doria, ed altri patrioti poi confluiti nella mazziniana Giovine Italia) era nella panchina presso il muraglione che dava sulla "contrada degli Orfani" (attuale via Galata).
Per questo motivo Raimondo Doria, quando, emerso il suo vero ruolo di informatore e provocatore, venne assunto direttamente dalla polizia del governo Sardo, tra le sue richieste fece quella di fornire il parco di un impianto di illuminazione.